# Linn-Kristin Riegelhuth Koren
Linn-Kristin Riegelhuth (Ski, 1984. augusztus 1. –) norvég olimpiai, világ- és Európa-bajnok kézilabdázó, a norvég Larvik HK és a norvég válogatott játékosa volt. A balkezes Riegelhuth egyaránt bevethető jobbátlövőként és jobbszélsőként is. A 2008-as teljesítményéért a világ legjobbjának választották.

## Pályafutása
Szülőhelyén, Skin kezdett kézilabdázni, 2002-ben igazolta le Norvégia egyik legsikeresebb csapata, a Larvik HK. Ezzel a csapattal 2005-ben és 2008-ban megnyerte az Kupagyőztesek Európa Kupáját, és összesen ötször a hazai bajnokságot. A norvég elsőosztályban a 2006/2007-es szezonban új norvég csúcsot jelentő 221 találattal lett gólkirálynő, ebben az évben megkapta az év játékosa díjat is.
A válogatottban 2003. szeptember 23-án mutatkozott be, egy horvátok elleni idegenbeli mérkőzésen. Összesen ötször nyert Európa-bajnokságot, a 2008-as Európa-bajnokságon 51 találattal gólkirálynő lett. 2017-ben lemondta a válogatottságot, utolsó világversenye a 2016-os rioi olimpia volt.

## Sikerei

### Klubcsapatban
- Norvég bajnokság: 11-szeres győztes: 2003, 2005, 2006, 2007, 2008, 2009, 2011, 2012, 2013, 2014, 2015, 2016
- Norvég kupa: 9-szeres győztes: 2003, 2004, 2005, 2006, 2007, 2009, 2011, 2012, 2013
- Bajnokok ligája győztes: 2011
- EHF Kupagyőztesek Európa Kupája: 2-szeres győztes: 2005, 2008

### Válogatottban
- Európa-bajnokság: 5-szörös győztes: 2004, 2006, 2008, 2010, 2014
- Világbajnokság: 1. helyezett: 2011,  2. helyezett: 2007
- Olimpia: győztes: 2008, 2012
  - bronzérmes: 2016